# Alarik I

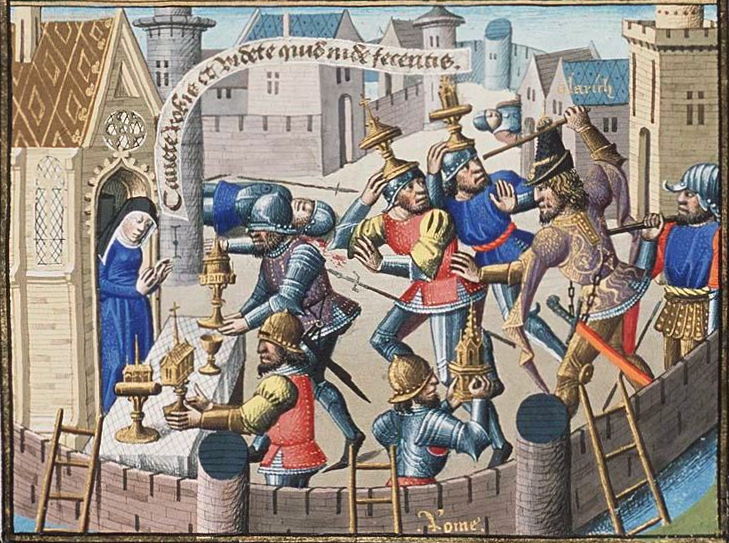
De plundering van Rome door Alarik: heilige objecten werden in de kerk opgeborgen (miniatuur van ca. 1475)

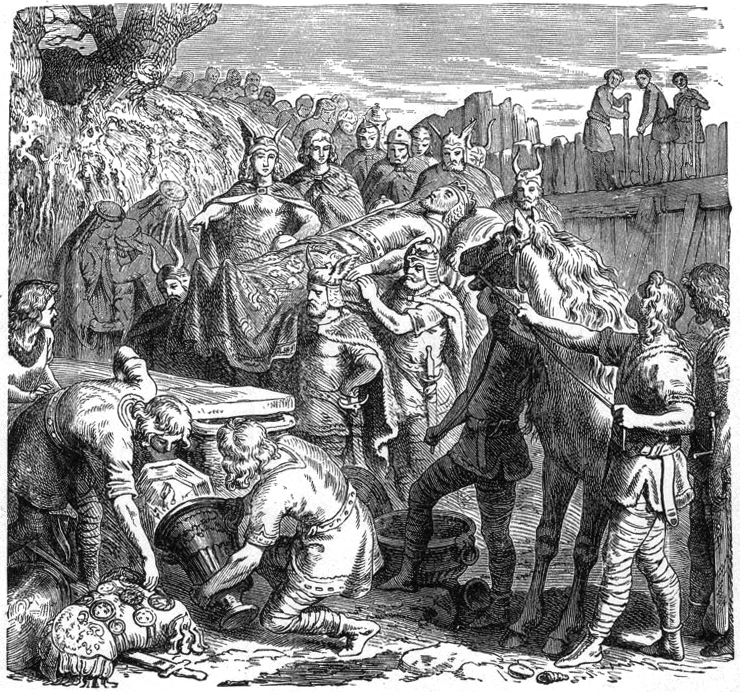
Alarik I wordt begraven in de bedding van de Busento

Alarik I (Peuce, ca. 370 - Cosenza, 410) was een Gotische leider die in het Laat-Romeinse leger diende en een keizerlijk commando voerde. Zijn streven naar meer macht bracht hem herhaaldelijk in conflict met Stilicho. Hij verloor zijn positie als generaal een aantal keren, maar wist deze evenvaak terug te winnen. Op de momenten dat hij zijn rang verloor, handelde hij voor eigen rekening als krijgsheer en gebruikte de titel rex . Historici beschouwen hem als eerste koning van de Visigoten. Als tegenstander van het keizerlijke regiem in Ravenna nam hij Rome in.

## Afkomst
Volgens Jordanes (ca. 550) stamde Alarik af van een oud Gotisch koningsgeslacht, de Balten  en werd geboren op het eiland Peuce aan de monding van de Donau. Toen het Gotische volk de grens met het Romeinse Rijk overstak, was hij nog een kind. In het Romeinse leger maakte hij carriere en klom op tot de rang van officier over de Gotische foederati.
Alarik was christen en behoorde tot de ariaanse tak, zoals de meeste Germanen die tot het christendom waren bekeerd.

## Opstand tegen de Romeinen
Zoals zovelen onder de Goten diende Alarik in het Romeinse leger. Onder keizer Theodosius de Grote maakte hij carrière en steeg op tot de rang van generaal. In 394 streed hij tegen usurpator Eugenius. Deze tegenkeizer werd verslagen in de Slag aan de Frigidus door het Romeinse leger met Stilicho als opperbevelhebber. Toen Theodosius in januari 395 stierf, stuurde Stilicho als  plaatsvervanger regent, om politieke redenen de Goten van Alarik terug naar hun woongebieden in Moesië. Alarik ging daar schoorvoetend mee akkoord. Hij voelde zich gepasseerd omdat hij zelf op een hoge positie had gerekend, en niet lang daarna, toen zich een gunstige gelegenheid voordeed, kwam hij met zijn leger in opstand. Bij die gelegenheid werd Alarik tot koning gekozen. De samenstelling van zijn rebellenleger is onduidelijk. Historici betwisten of het voornamelijk uit Goten was samengesteld of uit een gemengde strijdmacht van ontevreden veteranen van de Frigidus-campagne. De kern was ongetwijfeld Gotisch, desalniettemin absobeerde het rebellenleger toen het vervolgens door het Romeinse Rijk marcheerde, een groot aantal deserteurs en achterblijvers van niet-Gotische afkomst.
In deze periode verliet het rebellenleger het Gotische vestigingsgebied in Moesië en trokken plunderend naar het zuiden. Het merendeel van het Gotische volk bleef achter.  De opperbevelhebber van het westen Stilicho voerde twee veldtochten tegen hen die beiden onbeslist eindigden. Uiteindelijk verkreeg Alarik van het oostelijke rijk een zeer gunstige vrede. Hij verkreeg de rang van magister militum per Illyricum (generaal) en mocht zich in Illyricum vestigen.

## Italië
Eutropius, raadsheer van de Oost-Romeinse keizer Arcadius, zocht in het geheim contact met Alarik om hem er toe te bewegen met zijn volk naar het westen te trekken. In 401 toen het leger van Stilicho op veldtocht was, zag Alarik kans Italië binnen te vallen. Zonder noemenswaardige weerstand te ondervinden kon hij optrekken en de stad Milaan, de residentie van de keizer, omsingelen. 
Milaan kon pas na enige tijd worden ontzet en op 6 april 402 troffen het Romeinse en Visigotische leger elkaar bij Pollentia. Alarik verloor de slag en moest zich terugtrekken naar de bergen van Noricum en oostelijk Raetia. Het jaar daarna ondernam hij een nieuwe poging, maar ondervond opnieuw zware tegenstand van het Romeinse leger van Stilicho. Wederom werden de Visigoten verslagen, ditmaal in de Slag bij Verona. Bij de vredesbesprekingen die na afloop werden gehouden wist hij wel een vrije aftocht te bedingen. Als magister militium keerde hij terug naar Illyricum.
In 408, na de afzetting en daaropvolgende moord op Stilicho, kwam Alarik voor de derde maal in opstand. Met zijn leger trok weer Italië binnen. Ditmaal ondervond hij weinig tegenstand van de Romeinen. Hij knoopte onderhandelingen aan met het keizerlijk regiem in Ravenna. Toen deze weigerde hem op een belangrijke post in het keizerlijke leger bezette hij de stad Rome In 409 benoemde hij de stadprefect van Rome Attalus tot Augustus. Met deze zet probeerde hij meer macht te verkrijgen. Toen Heraclianus, de gouverneur van Noord-Afrika en steunpilaar van Honorius, de essentiële graanleveringen van Noord-Afrika naar Italië stop zette kwam Alarik in de problemen. Omdat Attalus en de Senaat weigerden een echte oorlog tegen Heraclianus te voeren, zette Alarik zijn keizer af en begon opnieuw onderhandelingen met Honorius die opnieuw op niets uitliepen.

Kaart van het West-Romeinse Rijk in het jaar 410

In 410 plunderde zijn leger Rome, dat voor de eerste keer sinds de Gallische inval in 390 v.Chr. door niet-Romeinse troepen werd bezet. Hij moest wegens voedselschaarste verder trekken tot in Zuid-Italië, waar hij een oversteek naar Africa voorbereidde, maar hij stierf in de stad Cosenza, voordat het plan uitgevoerd kon worden. Soldaten verlegden tijdelijk de loop van de rivier Busento, zodat ze zijn lichaam in de drooggelegde bedding konden begraven. Om de plaats van zijn graf geheim te houden werden de grafdelvers gedood door enkele van Alariks officieren. Deze bewaarden het geheim tot hun dood. Het idee om de koning te begraven met zijn schatten onder een rivier zou afkomstig zijn van de Dacische koning Decebalus, die dit als eerste op exact dezelfde wijze had laten doen in het jaar 106, nadat hij definitief door de Romeinen was verslagen.
Niemand weet tot op heden waar koning Alarik I precies begraven ligt in de Busento. Volgens een legende zou hij ook begraven kunnen zijn in een grot in de Montagne d'Alaric in het zuiden van Frankrijk, die naar hem vernoemd is. Geschiedkundigen vinden dit echter zeer onwaarschijnlijk
Athaulf, de zwager van Alarik I, nam het bevel over het Gotische leger over. In 415 trouwde Athaulf met Galla Placidia, de zuster van keizer Flavius Honorius.